# Abere
Abere es una demonio de la mitología de Melanesia. La retratan como mujer “salvaje” con jóvenes sirvientes 

Según la leyenda, Abere reside en pantanos. En estos lugares ella atraería a las personas usando su belleza, y después ella los atrapa haciendo que las cañas crezcan alrededor de ellos. Una vez atrapados, ella procedería a devorar a sus víctimas.